# Plaisance, Gers
Plaisance är en kommun i departementet Gers i regionen Occitanien i sydvästra Frankrike. Kommunen ligger i kantonen Plaisance som tillhör arrondissementet Mirande. År 2022 hade Plaisance 1 426 invånare.

## Befolkningsutveckling
Antalet invånare i kommunen Plaisance
Referens:INSEE